# Bohdan Pawłowski
Bohdan Szczęsny Pawłowski (ur. 8 listopada 1929, zm. 31 marca 2011 w Jeleniej Górze) – polski inżynier elektryk i polityk, w latach 1990–1991 wicewojewoda jeleniogórski.

## Życiorys
Syn Tadeusza i Heleny, mieszkał w Łodzi i następnie w Jeleniej Górze. Ukończył studia inżynierskie. Przez wiele lat pracował w PMPoland w Jeleniej Górze-Cieplicach. Działał w jeleniogórskim kole Stowarzyszenia Elektryków Polskich, kierował też oddziałowym ośrodkiem rzeczoznawstwa.
Od 1990 do 1991 pełnił funkcję wicewojewody jeleniogórskiego. W 1991 z ramienia Unii Demokratycznej kandydował do Senatu w okręgu jeleniogórskim (zajął 4. miejsce na 9 pretendentów). Ponownie ubiegał się o mandat senatora w 1997 jako reprezentant Unii Wolności (znów zajmując 4. miejsce). Działał w stowarzyszeniu „Bieg Piastów”, zaangażował się też w tworzenie Kolegium Karkonoskiego w Jeleniej Górze, był m.in. autorem jej statutu.
Wyróżniony m.in. Złotą Odznaką Honorową SEP (1990) i Srebrną Odznaką Honorową NOT (1996). Ojciec językoznawcy i informatologa Adama oraz Macieja, dyrektora filii Politechniki Wrocławskiej w Cieplicach (potem w Jeleniej Górze).